# Nannophryne apolobambica
Nannophryne apolobambica é uma espécie de anfíbio anuro da família Bufonidae. Foi considerada uma espécie deficiente de dados pela Lista Vermelha do UICN. É endémica da Bolívia.